# Eddie Moussa
Eddie Moussa (* 20. März 1984; † 1. Juli 2010 in Södertälje) war ein schwedischer Fußballspieler assyrischer Herkunft. Sein Vater stammte aus dem Libanon und seine Mutter aus Syrien.
Moussa spielte seit 2001 im Herrenteam von Assyriska Föreningen, 2004 gelang der Aufstieg in die Allsvenskan, die höchste schwedische Liga, in der er aber nur zu einem Einsatz kam. Nach einem Jahr beim Drittligisten Valsta Syrianska IK spielte er ab 2007 wieder für Assyriska Föreningen in der Superettan, der 2. schwedischen Liga. 2009 verpasste er mit dem Team den Wiederaufstieg in die erste Liga in den Relegationsspielen gegen Djurgårdens IF.
Eddie Moussa wurde zusammen mit seinem Bruder am frühen Morgen des 1. Juli 2010 von zwei Männern im Spielclub Oasen in Södertälje, einer Gemeinde südwestlich von Stockholm erschossen. Unmittelbar nach der Tat gab es keine Hinweise zu den Tätern.